# Forma státu
Forma státu je pojem z oblasti státovědy, jehož prostřednictvím mohou být kategorizovány zaniklé i existující státy. První teorii o rozdělení států vypracoval starověký řecký filozof Aristotelés, který v návaznosti na Platóna rozlišoval tři základní formy státu: monarchii – vládu jednoho, aristokracii – vládu několika, politeu (dnes spíše demokracie) – vládu většiny. Moderní teorie do formy státu zahrnují:
1. Forma vlády – rozumí se ji především povaha výkonu vlády, způsob ustavení nejvyššího orgánu státu a vztahy mezi nimi (monarchie, republika).
2. Státní zřízení – rozumí se jím vztah centrální moci k územním jednotkám (unitární stát, federace, konfederace, říše, protektorát).[zdroj⁠?!]
3. Státní režim – vztah státní moci a občanů (demokratický, autoritativní).[zdroj⁠?!]